# Stiftung :do
Die Stiftung :do ist eine gemeinnützige Stiftung bürgerlichen Rechts. Sie wurde im Jahr 2005 in Hamburg gegründet. Sie fördert Projekte und Initiativen mit dem Ziel, die Situation von Flüchtlingen und Migranten in Deutschland, Europa und entlang der europäischen Grenzen zu verbessern.

## Inhalte
Zentrale Themen sind der Zugang zu Bildung, Gesundheit und Entlohnung, eine stärkere gesellschaftliche Teilhabe und Antidiskriminierung. Besonderer Wert wird darauf gelegt, dass die Projekte von den Betroffenen selbst bestimmt und organisiert werden.
Übergreifende thematische Schwerpunkte der Förderung sind (hier beispielhaft belegt):
- die Menschenrechte an den EU-Außengrenzen[1]
- Rechte für Menschen „ohne Papiere“[2]
- Aktionen zur Überwindung der Residenzpflicht in Deutschland[3]
- Frauen auf der Flucht[4][5]
- Kampagnen gegen Abschiebehaft und -praxis[6]

## Förderpraxis
Die Stiftung vergibt regelmäßig Fördermittel an als gemeinnützig anerkannte Organisationen. Die maximale Fördersumme sind 2000 Euro (Stand: 2020). Die Förderstrategie wurde zuletzt 2020 neu ausgerichtet.

## Organisationsstruktur
Der Vorstand ist das zentrale Entscheidungsorgan und übt die Geschäftsführung aus; dieser entscheidet auch über die Bewilligung von Projektanträgen. Der Stiftungsrat berät den Vorstand in wirtschaftlichen Fragen und stellt den Jahresabschluss fest.
Die Stiftung ist Mitglied im bundesweiten Netzwerk progressiver Stiftungen Wandelstiften und im Bundesverband Deutscher Stiftungen sowie bei der Allianz Rechtssicherheit für politische Willensbildung.

## Geldanlage
Seit dem Jahr 2010 ist das Vermögen nach selbst auferlegten ethisch-nachhaltigen Kriterien angelegt (z. B. bei der GLS-Bank, Ethikbank und Umweltbank, in regenerativen Energien, sowie bei Projekten alternativen Wohnens und Wirtschaftens). Die Kriterien wurden im Rahmen einer Kooperation mit der Bewegungsstiftung erarbeitet. Ein Anlageausschuss berät beide Stiftungen bei der Geldanlage und prüft mögliche Anlageprodukte anhand der Nachhaltigkeitskriterien. Die Kriterien werden im Internet veröffentlicht.